# La gracia (Julio Romero de Torres)
La gracia es una obra del pintor Julio Romero de Torres. Este cuadro está concebido como complemento a la obra El pecado, representando la primera a la virtud y la segunda al pecado. La obra del mismo autor llamada Las dos sendas versa sobre este mismo tema.
La obra fue presentada a la Exposición Nacional de Bellas Artes de 1915. En el año 2000 fue adquirida por el Ayuntamiento de Córdoba por 380.000 libras en la casa de subastas Sotheby's. Actualmente se expone en el Museo Julio Romero de Torres.

## Descripción de la obra
Una mujer semidesnuda es sostenida por dos monjas, una de pie y la otra de rodillas. Detrás, una anciana contempla la escena y, a la derecha, una joven seca sus lágrimas con un pañuelo que lleva en la mano mientras que porta una azucena en la otra, ambas mujeres visten de luto.
En el fondo, puede apreciarse en la lejanía el río Guadalquivir, el puente romano y la torre de la Calahorra; y algo más cerca, el cementerio de San Rafael a la izquierda y la iglesia de Santa Marina a la derecha.

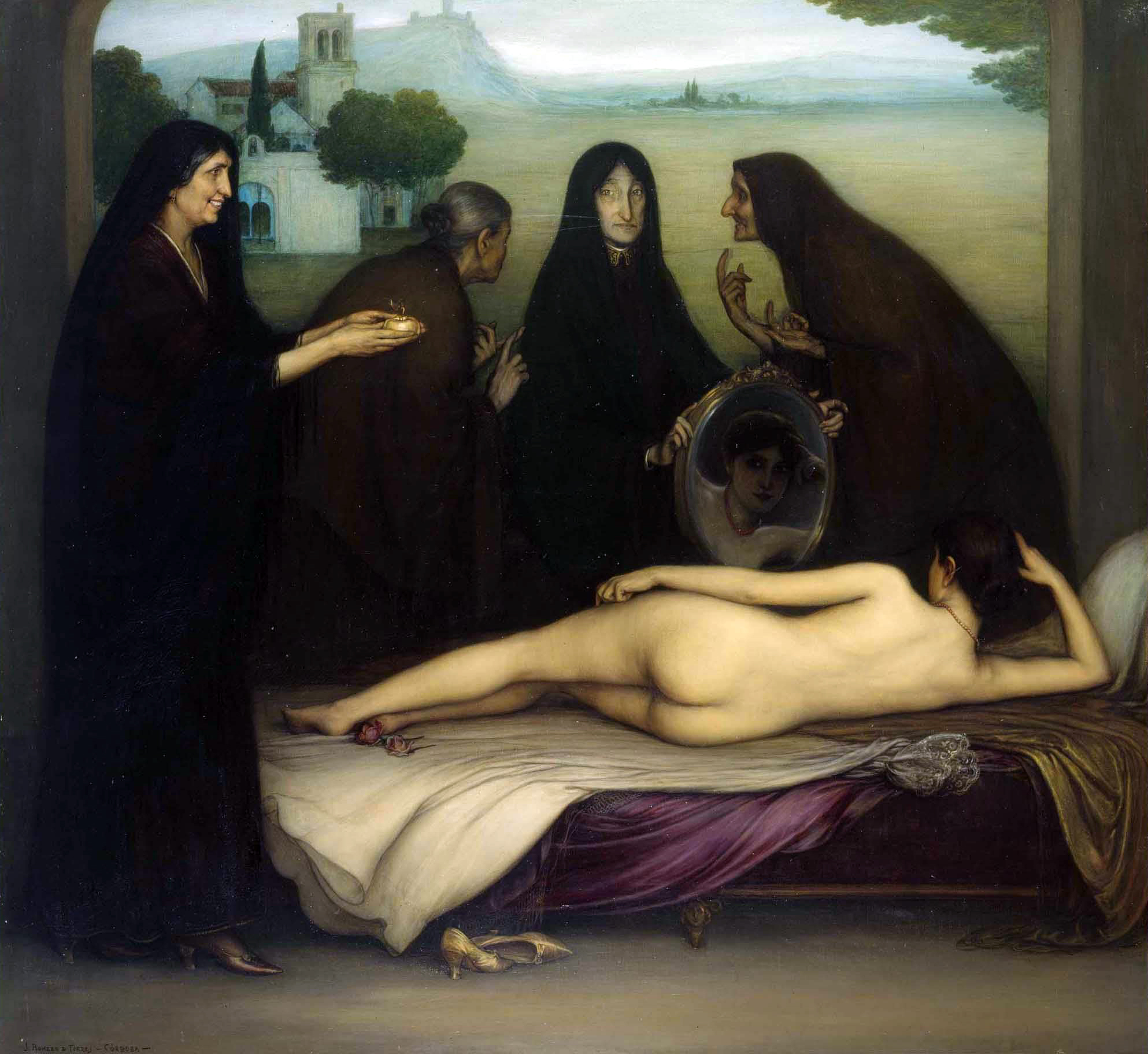
El pecado (1913).
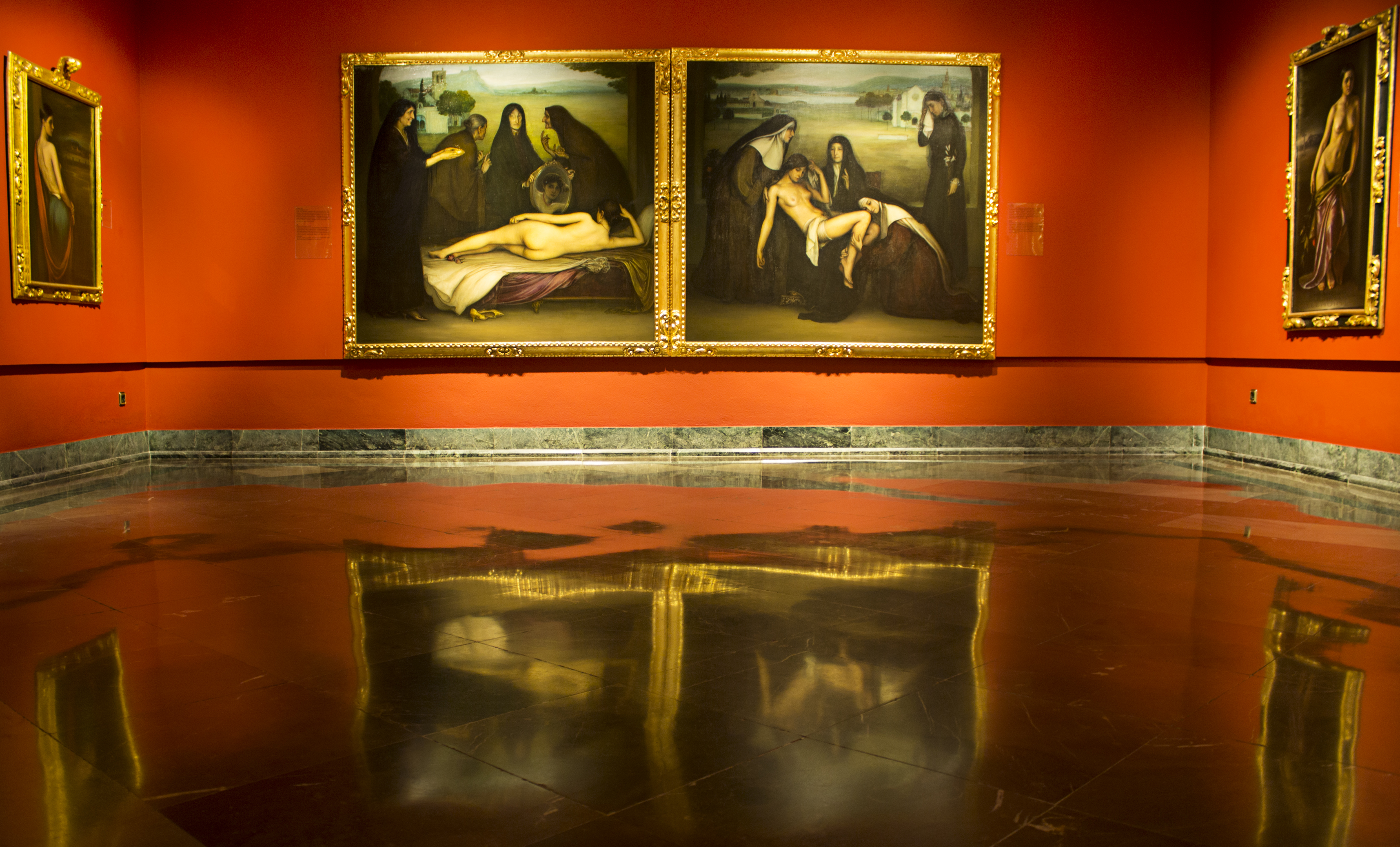
Los dos cuadros juntos en el museo.